# 广州国会非常会议

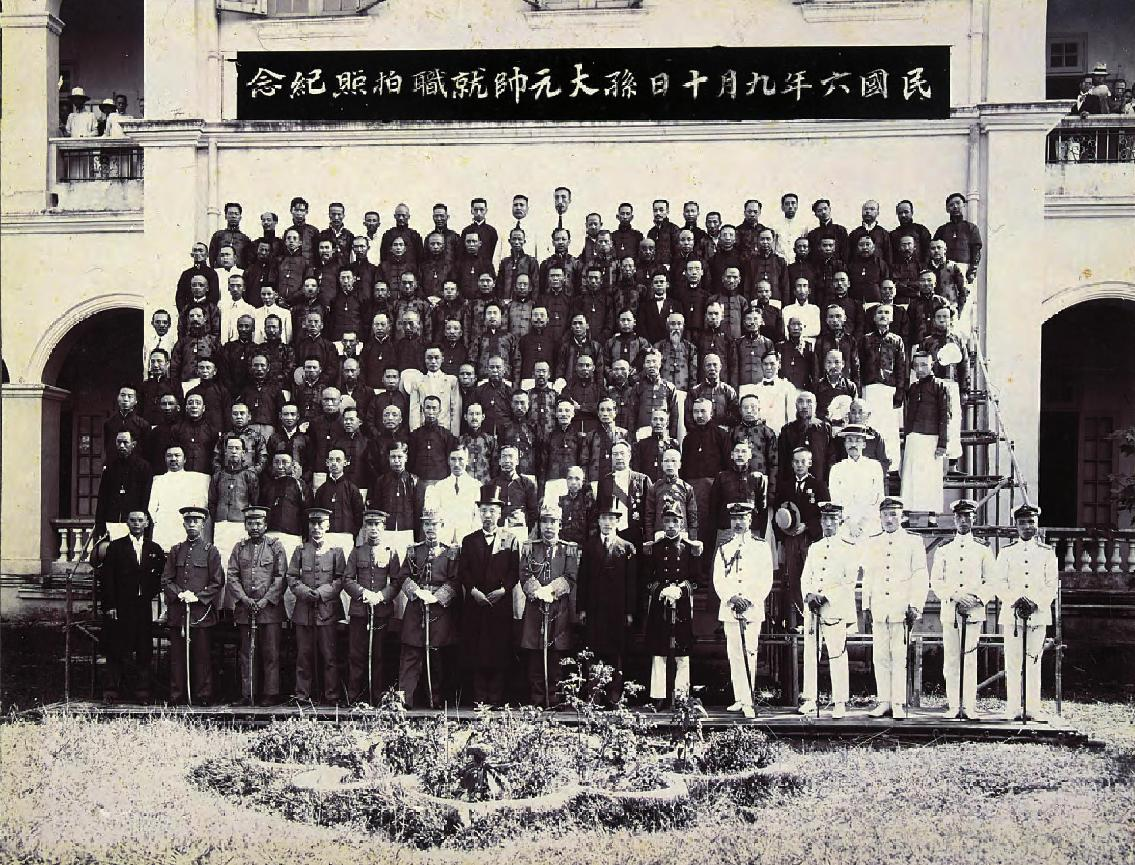
1917年9月10日，孙中山任大元帅就职典礼

广州国会非常会议，又称广州非常国会，最初是于1917年8月至1918年10月第一次护法运动期间，孙中山为抵制张勋复辟而在广州召开的國會。“民八国会”成立后，非常国会取消。1920年第一次粤桂战争以后，孙中山继续反对段祺瑞的安福國會，回粤进行第二次护法运动，非常国会于1921年1月12日复会。

## 1917年非常国会

### 起因
1917年7月1日，张勋在北京复辟，废除《临时约法》。孙中山认为“约法为民国命脉，国会为法律本源。国会存，则民国存；国会亡，则民国亡”，于7月6日率驻沪海军及部分国会议员离沪、南下广州。7月19日，孙中山发出致津沪国会议员电，致西南各省军事首领、黎元洪、伍廷芳、参众两院议员等电，号召议员南下广州召开国会。7月31日，在广州与各报记者谈话时，孙中山提出：“如不足法定人数，则可以开非常国会。”至8月中旬，来穗议员有130余人，仅占两院议员总数的六分之一，远不足原来的法定开会人数。8月19日，国会议员在广州回龙社第一招待所召开第一次谈话会，决定效法法国大革命前夕第三等级代表举行国民议会的先例，以“国会非常会议”名义开会。

### 会议内容
8月25日，国会非常会议在广东省议会举行开幕式，到会议员120馀人。27日，召开第一次会议，主要讨论《国会非常会议组织大纲》，议员们为成立“军政府”或是“政府”争辩不休。29日，国会非常会议第二次会议议决《国会非常会议组织大纲》11条，对国会非常会议的期限、议事原则、议长产生等作了简要规定，规定：国会非常会议由现任国会议员组成，以参众两院议员联合会形式议事，其期限至内乱勘定、《临时约法》效力完全恢复为止；国会非常会议开会时，非有14省以上议员到会，不得开议；国会非常会议得设各委员会。31日，非常国会召开第三次会议，通过《中华民国军政府组织大纲》13条，议决选举陆海军大元帅，组织军政府。9月1日，非常国会举行第四次会议，选举孙中山为大元帅，桂系陆荣廷、滇系唐继尧为元帅。
但随后不久，桂系军阀开始排除孙中山的势力，在1918年5月召开三次会议，通过了《修正军政府组织大纲》，议决改大元帅独任制为总裁合议制。5月20日，国会非常会议选举唐绍仪、唐继尧、陆荣廷、伍廷芳、孙中山、林葆怿、岑春煊为总裁；6月5日，又推举岑春煊为主席总裁。

### 结果
1918年8月，北京召开中华民国第二届国会，又称“安福國會”。广州非常国会即召开正式国会，史称“民八国会”，于9月16日和10月19日分别选举国会参议院议长为林森，副议长为王正廷，国会众议院议长为吴景濂，副议长为褚辅成。广州非常国会于是结束。

## 1921年非常国会
1920年10月29日，粤军驱逐桂军，克复广州。11月25日，孙中山偕伍廷芳、唐绍仪、宋庆龄等人乘船离沪。28日，途经香港抵穗，复抵广州，重建护法军政府，非常国会于1921年1月12日复会。
1921年4月7日，在粤支持护法的国会议员在省议会召开联合会议，全国20多个省区的议员222人参加。会议在参议院议长林森支持下，通过了周震麟等人提出的《中华民国政府组织大纲》，丁象谦依据这个大纲的第二条，动议选举大总统，得到多数议员附议，大会随即用记名投票方式进行选举。在222票中，孙中山以218票当选为中华民国非常大总统。
1921年5月4日，军政府五总裁联名通电，宣布军政府即日取消。5月5日孙中山在广州就任中华民国非常大总统，提出地方自治、和平统一、开放门户和发展实业四大主张，并督师北伐。1922年6月16日，陈炯明发动兵变，孙中山再度离粤赴沪，第二次护法运动失败。